# 索羅姆恩·穆泰
慕尤·索羅姆恩·穆泰（Munyo Solomon Mutai，1992年10月22日—）是烏干達長跑運動員，專攻馬拉松。他曾獲得2015年世界田徑錦標賽男子馬拉松季軍。他也參加了2016年里約奧運，獲得第8名。

## 外部連結
- 索羅姆恩·穆泰在的頁面